# Andrea Anders (James Bond)
Andrea Anders is een personage uit de James Bondfilm The Man with the Golden Gun (1974) gespeeld door actrice Maud Adams.
Andrea is de slavin van Scaramanga en is ervan overtuigd dat James Bond de enige is die haar uit de klauwen van haar onderdrukker kan bevrijden. Zij stuurt Bond daarom een gouden kogel met de inscriptie '007' op. Een teken voor Bond om in actie te komen. Bond ontmoet haar als zij in een hotel in Hongkong onder de douche staat met een pistool. Bond wil dat Andrea hem helpt met zijn zoektocht naar Scarmanga. Als Andrea de 'Solex agitator' van Scaramanga heeft gestolen en deze aan Bond wil overhandigen, moet zij dit met de dood bekopen. Scaramanga heeft haar op de tribune van een kickboksarena met een precisieschot in de borst geraakt. Als een wassen beeld zit ze bewegingsloos tussen het publiek.